# Callicostella monofaria
Callicostella monofaria är en bladmossart som beskrevs av Brotherus 1907. Callicostella monofaria ingår i släktet Callicostella och familjen Hookeriaceae. Inga underarter finns listade i Catalogue of Life.